# Гренцах-Вілен
47°33′06″ пн. ш. 7°39′33″ сх. д. / 47.551666666667° пн. ш. 7.6591666666667° сх. д.

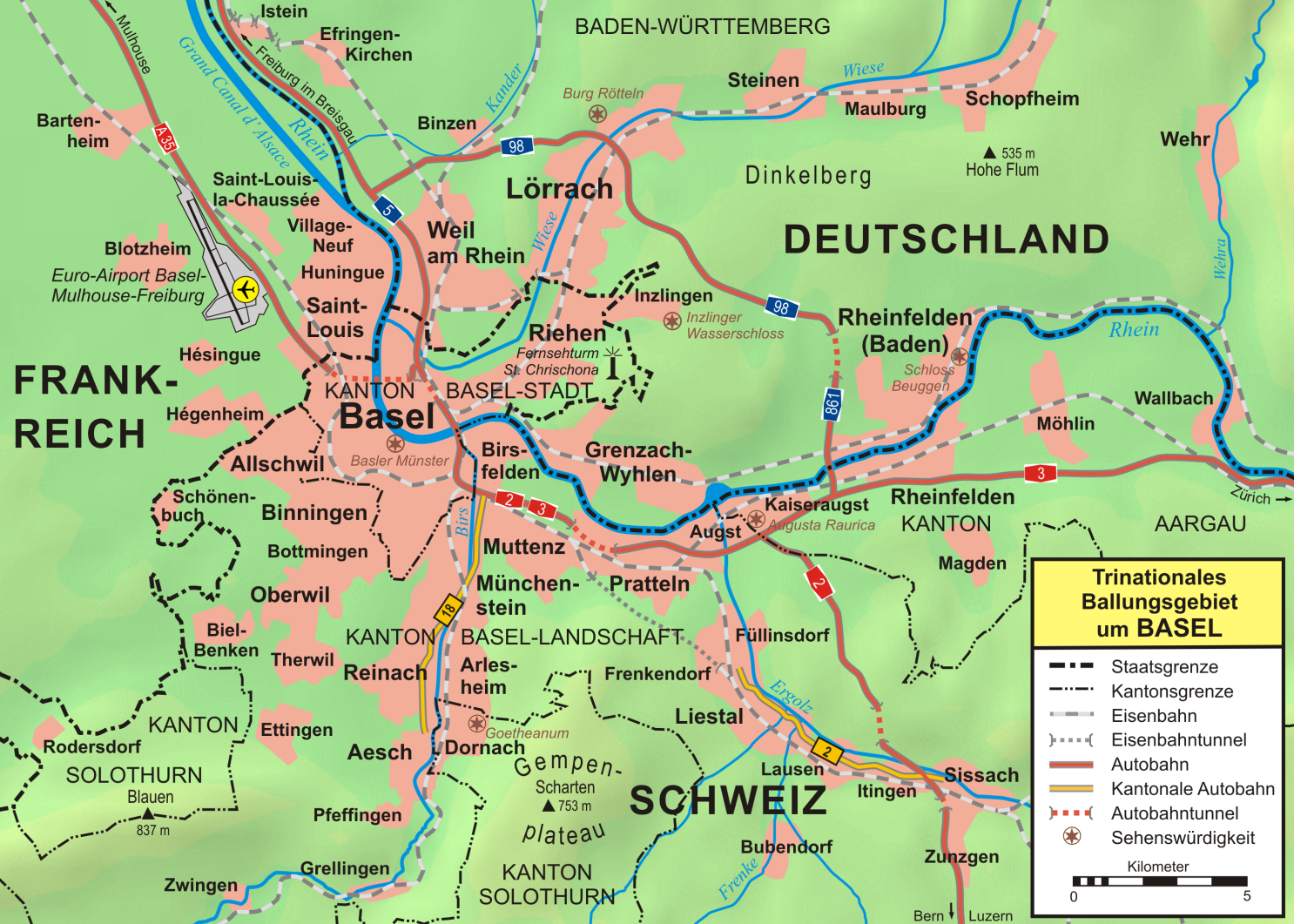
Грєнцах-Вильген

Грєнцах-Вільген (нім. Grenzach-Wyhlen) — комуна на південному заході Німеччини, відноситься до земель Баден-Вюртемберг, адміністративного округу Фрайбург, район Льоррах. Населення становить 14027 (згідно з переписом 2010 року.). Загальна площа 17,32 км². Комуна історично поділена на 2 сільських округи .